# HMS Spartan (1942)
HMS Spartan (95) (Корабль Его величества Спартан) — британский легкий крейсер, типа «Беллона» (улучшенный «Дидо»). Был заказан по чрезвычайной военной программе 4 сентября 1939 года и заложен на верфи Vickers-Armstrong, в Барроу 21 декабря 1939 года. Крейсер был спущен на воду 27 августа 1942 года, став пятым кораблем носящим это имя в британском флоте с 1806 года. Вступил в строй 10 августа 1943 года. Девиз корабля звучал: Courage with great endurance — «Мужество с большой стойкостью».

## История службы
Крейсер успел послужить чуть менее полугода.
В августе 1943 года, после окончания строительства крейсер перешел в Скапа-Флоу для несения службы. В сентябре 1943 года крейсер проходил переоборудование в качестве флагманского корабля дивизии эскортных авианосцев. После окончания переоборудования, в октябре перешел в Плимут для несения службы у северо-западных подходов. В том же месяце перешел на Мальту, соединившись со своей дивизией эскортных авианосцев.
8 ноября прибыл с Мальты в Неаполь, являясь частью Соединения «K». Корабль участвовал в обеспечении войсковых операций. В декабре он перешел в Гибралтар.
В январе нового 1944 года крейсер предполагалось задействовать в планируемой высадки в Анцио. 15 января крейсер обстреливал немецкие позиции в Гаэте, к северу от Неаполя, в преддверии высадки. 18 января участвовал в повторном обстреле Гаэты вместе с эсминцами Faulknor, Laforey и Jervis.
21 января вышел вместе с крейсерами Orion и Penelope, эсминцами Inglefield и Loyal в составе северного штурмового отряда к Анцио. Сопровождал десантные корабли, высаживающие 1-ю британскую пехотную дивизию вместе с крейсером Orion и 12 эсминцами. 22 января обеспечивал огневую поддержку высаживаемым войскам вместе с крейсером Orion, кораблем ПВО Ulster Queen и эсминцами Laforey и Loyal (операция Shingle).

## Гибель
29 января, во время обеспечения высадки, крейсер был атакован немецкими бомбардировщиками и получил попадание в левый борт позади дымовой трубы планирующей бомбой Hs 293, взорвавшейся в машинном отделении. Отделение было затоплено, а начавшийся в надстройке пожар вызвал последующие взрывы. Пожар не удалось взять под контроль и спустя час крейсер был покинут экипажем и опрокинулся в точке 41°26′ с. ш. 12°41′ в. д.. 523 выживших членов экипажа были спасены крейсером Dido и эсминцами Laforey и Loyal.